# Palio alla lunga (Asti)

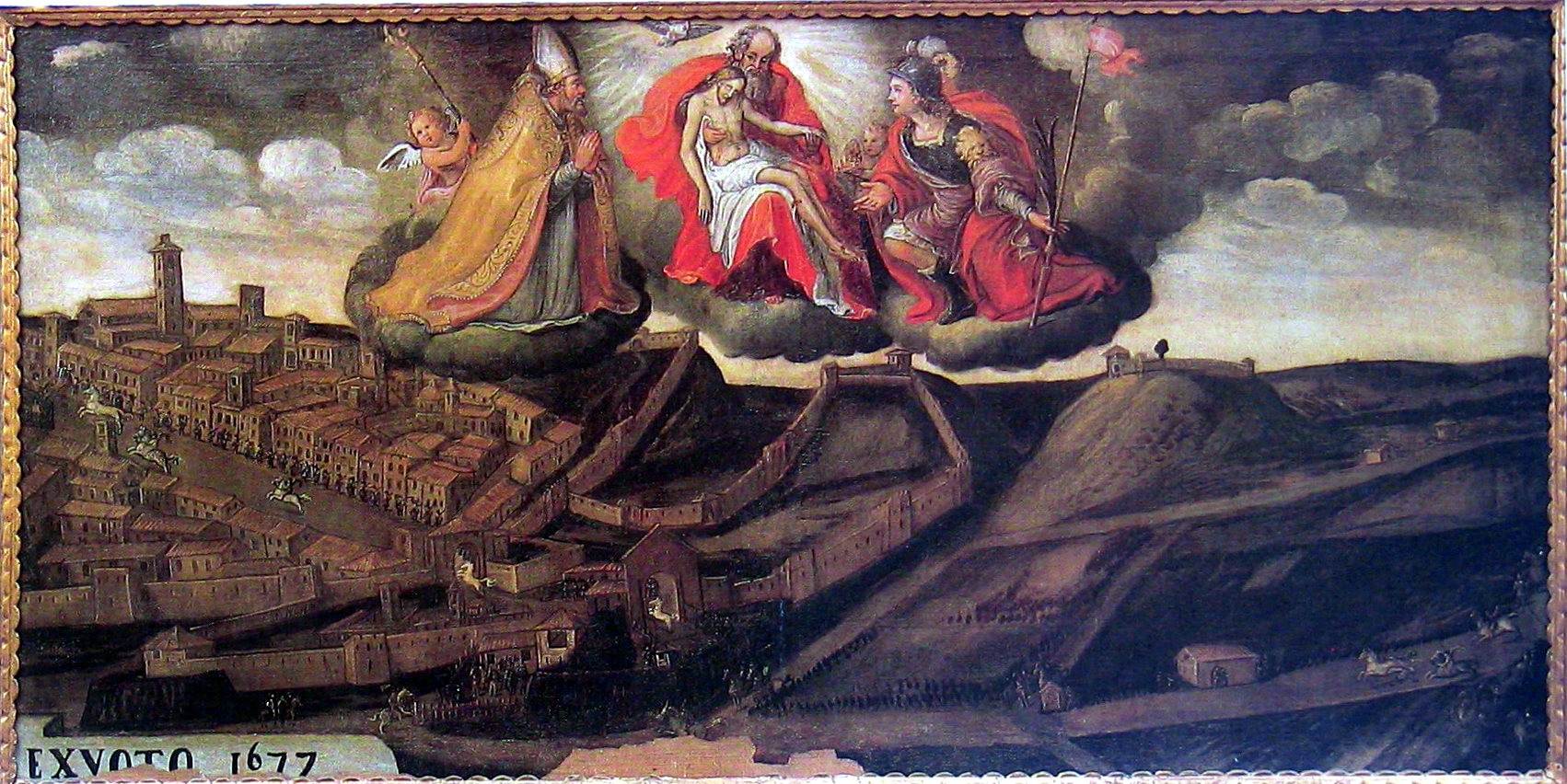
Dipinto che illustra il percorso del Palio alla lunga. Asti, Ex voto 1677, Confraternita della Trinità.

Per Palio alla lunga si intende la corsa del Palio di Asti avvenuta ininterrottamente dalla fine del XIV secolo al 1861, che si svolgeva sul percorso lineare della contrada maestra (l'attuale corso Alfieri) in occasione dei festeggiamenti patronali di San Secondo.

## Il percorso

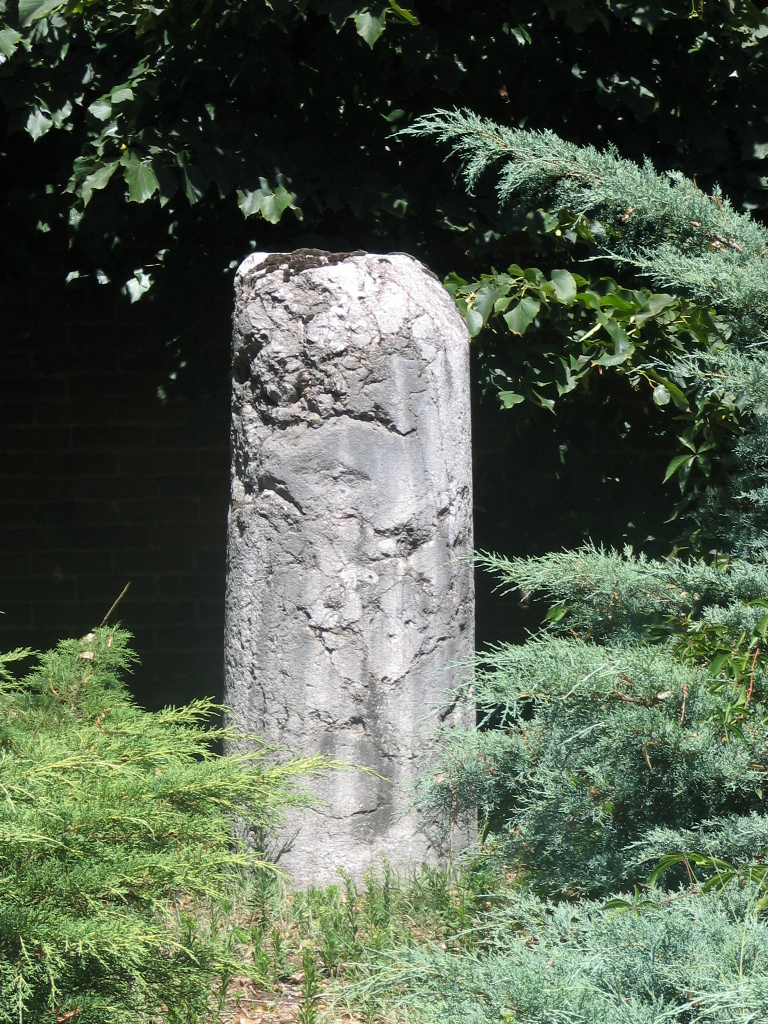
Il "Pilone"

La partenza avveniva al "Pilone", un grosso cippo marmoreo (tuttora esistente) fuori dalle mura della città, sulla strada reale di Piacenza (oggi corso Alessandria) a poche centinaia di metri dall'antica chiesa di San Lazzaro.
Il percorso si dirigeva verso la città, entrando da porta San Pietro, per percorrere la contrada maestra fino all'altezza di Palazzo Ottolenghi, dove era sistemato il palco della giuria e delle autorità.
Durante la corsa, i paggi dovevano superare alcuni passaggi pericolosi.
Il primo si trovava ancora fuori le mura, all'attraversamento del rio Valmanera, per mezzo del "ponte Verde", che essendo più stretto della strada creava un restringimento del percorso di gara.
Altri passaggi difficoltosi erano le strettoie dei ponte levatoio di Porta San Pietro e quella di porta Santa Maria Nuova.
Da lì in poi, il percorso procedeva in leggera salita.

I cavalli potevano essere scorti dal "comando del Palio" che posto sulla cima della torre Comentina annunciava con segnalazioni e squilli di tromba, il sopraggiungere dei contendenti.
La corsa si decideva negli ultimi metri, quando, all'altezza di piazza Roma e di Palazzo Mazzetti, la strada aumentava ancora la propria pendenza.
Non a caso, ancora oggi in dialetto astigiano si dice, per sottolineare un obbiettivo non ancora raggiunto: 

## La corsa

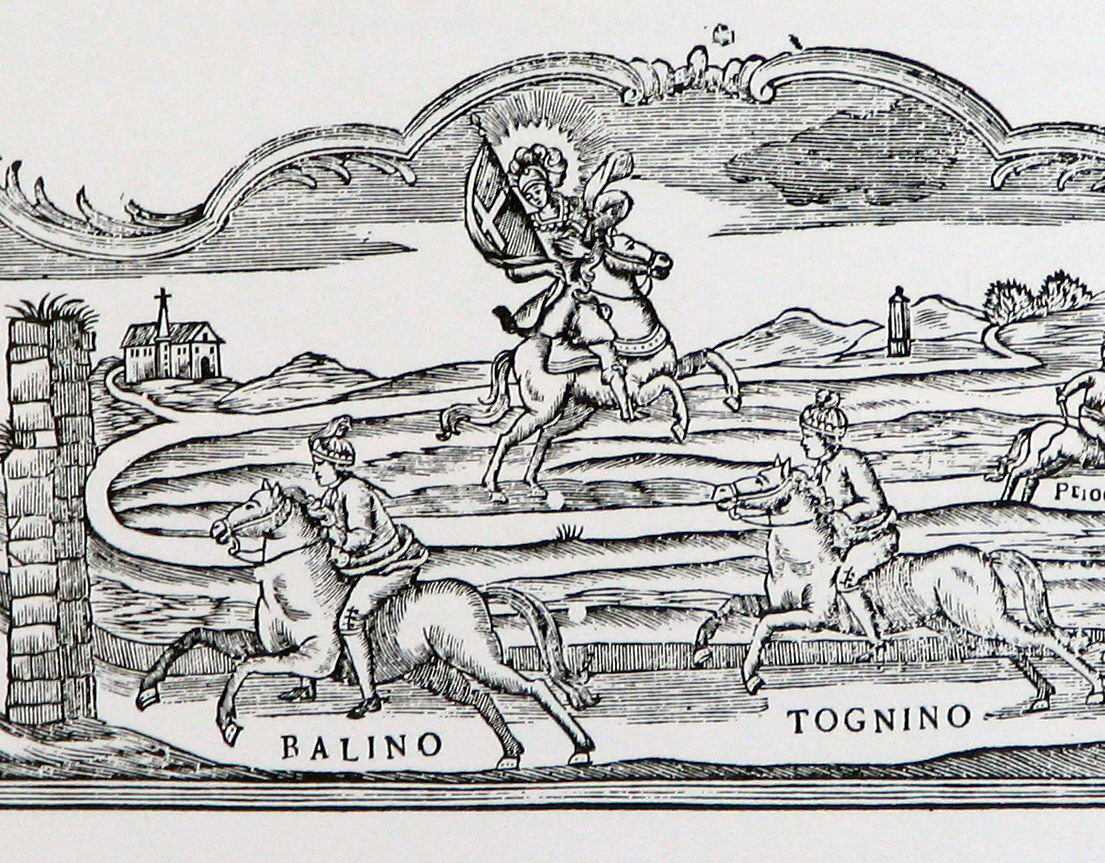
La corsa del Palio, particolare da un'incisione tratta da un sonetto del XVIII secolo. L'incisione raffigura l'antico percorso "alla lunga". Si vedono l'antica chiesa di San Lazzaro e il "cippo del pilone" (sullo sfondo), punto di partenza della corsa, San Secondo il patrono a cui la corsa è dedicata ed in primo piano due paggi a cavallo che stanno per entrare in città attraverso la porta di San Pietro.

La gara seguiva il corso del sole, da oriente ed occidente.

La partenza avveniva sempre nelle ore serali o del tardo pomeriggio, quando la circolazione era notevolmente ridotta.
Vista la ridotta visibilità, per la luce crepuscolare, i paggi dovevano indossare una gavardina(casacca) e bonetto (copricapo) a colori vivaci e ben distinguibili uno dall'altro.
I cavalli, venivano allineati dietro al canapo una corda che veniva tesa alla partenza ed il suono di una campana o di un triplice squillo di tromba dava il via alla corsa.
Il paggio che era munito di speroni e "sborello" (frustino) correva a pelo, cioè senza sella, il cavallo era munito del morso del freno e le redini.
Vinceva la corsa chi per primo toccava il palio posto su una lunga asta fissata allo steccato del palco dei giudici.
Quando nel 1929, il Palio di Asti si riprese a correre dopo un'interruzione di quasi settant'anni, la prima edizione si disputò nuovamente su di un percorso alla lunga, non più lungo la contrada maestra ma sul corso Dante, una nuova arteria cittadina che portava agli "sbocchi nord".